# Bruno Madeira
Bruno Alexandre Marques Madeira (Viseu, 17 settembre 1984) è un calciatore portoghese, centrocampista del Carregal do Sal.

## Carriera
Ha collezionato 109 presenze e 5 reti nella massima serie rumena con varie squadre.